# Facțiunea Naționalistă (Războiul Civil Spaniol)
Facțiunea naționalistă (în spaniolă Bando nacional) sau facțiunea rebelă (în spaniolă Bando sublevado) a fost o facțiune majoră în cadrul Războiului Civil Spaniol, din 1936 până în 1939.
A fost compusă dintr-o varietate de grupuri politice de dreapta care au susținut lovitura de stat spaniolă din iulie 1936, împotriva celei de-A Doua Republici Spaniole și, implicit, a facțiunii republicane. Aceștia au încercat să-l destituie pe liderul stângii, Manuel Azaña, împreună cu falangiști, membrii CEDA și susținători ai doi pretendenți monarhiști rivali: alfonsiștii⁠(d) din mișcarea Renovarea Spaniolă (Renovación Española) și carliștii⁠(d) din Comuniunea Tradiționalistă (Comunión Tradicionalista).
În 1937, toate aceste grupări au fost comasate în FET y de las JONS. După moartea primilor lideri ai facțiunii, generalul Francisco Franco, unul dintre personajele principale ale loviturii de stat din 1936, a condus naționaliștii în timpul celei mai mari părți a războiului și a devenit dictatorul Spaniei până la moartea sa în 1975.
Termenul de naționaliști sau naționali (spaniolă: nacionales) a fost inventat de Joseph Goebbels în urma vizitei delegației spaniole clandestine, conduse de căpitanul Francisco Arranz, care a solicitat materiale de război pe 24 iulie 1936. Acesta urmărea să confere o fațadă de legitimitate ajutorului trimis de Germania Nazistă armatei rebele.
Liderii naționaliști, care fuseseră deja denumiți drept „cruciați” de către episcopul spaniol de Salamanca, s-au folosit și de termenul Cruzada (Cruciada) pentru campania lor.
Termenul Bando nacional, la fel ca termenul rojos (roșii), atribuit loialiștilor republicani, este considerat de unii autori ca un termen propagandist, specific rebelilor. De-a lungul războiului civil, termenul „național” a fost folosit în principal de membrii și de susținătorii franchiștilor, în timp ce oponenții lor au folosit termenii fascistas (fasciști) sau facciosos (sectanți) pentru a se referi la aceștia.

## Beligeranți
Rebeliunea militară a găsit zone largi de sprijin atât în interiorul Spaniei, cât și în sfera internațională. În Spania, partea franchistă a fost susținută în principal de clasele superioare, predominant conservatoare, profesioniști liberali, organizații religioase și fermieri proprietari de pământ. Sprijinul a fost bazat în cea mai mare parte în zonele rurale, unde mișcările politice progresiste nu au avut vreun mare succes, precum în Meseta de Nord sau în aproape toată Castilia Veche, precum și în La Rioja, Navarra, Alava, zonele de pe lângă Zaragoza, în Aragon, cea mai mare parte a Galiciei, părți din Cáceres din Extremadura și multe alte mici zone dispersate din Andaluzia rurală, unde societatea locală încă urma modele de viață tradiționale, fără să aibă contact cu gândirea „modernă” a acelei epoci.

### Grupări politice
Din punct de vedere politic, naționaliștii au reunit diverse partide și organizații, cum ar fi conservatoarea CEDA, falangiști, catolici și mișcări monarhiste precum agrariștii (Agraristas) și carliștii (Carlistas), ultima având o ideologie cu care se identificau și faimoșii rechetiști (Requetés).

#### Falanga

Steagul Falangei Spaniole

Falanga Spaniolă (Falange Española, sau FE) a fost inițial un partid politic fascist, spaniol, fondat de José Antonio Primo de Rivera, fiul fostului lider spaniol Miguel Primo de Rivera. Falanga a fost creată cu asistență financiară din partea monarhiștilor alfonsiști⁠(d). La formare, Falanga a fost oficial anticlericală și antimonarhistă.
În calitate de proprietar de pământuri și aristocrat, Primo de Rivera a asigurat clasele superioare din țară că fascismul spaniol nu va scăpa de sub controlul lor, așa cum s-a întâmplat în Germania și Italia. În 1934, Falanga a fuzionat cu Juntas de Ofensiva Nacional-Sindicalista⁠(d), o mișcare pro-nazistă, condusă de Ramiro Ledesma Ramos⁠(d), pentru a forma Falanga Spaniolă a Consiliilor pentru Ofensiva Național-Sindicalistă (Falange Española de las Juntas de Ofensiva Nacional Sindicalista, sau FE de las JONS)
Inițial, Falanga nu avea fonduri și era o mică mișcare bazată pe studenți care credeau într-o revoluție naționalistă violentă și utopică. Falangiștii au comis acte de violență și înainte de război, inclusiv prin implicarea în lupte de stradă cu adversarii lor politici, evenimente care au contribuit la crearea unei stări de dezordine socială. Presa de dreapta a pus-o pe seama Republicii, cu speranța de a câștiga susținerea societății pentru o revoltă militară.
Odată cu începutul unei deziluzii generale a clasei de mijloc față de legalismul CEDA, sprijinul pentru Falangă s-a extins rapid. Până în septembrie 1936, numărul total de voluntari falangiști era de 35.000, reprezentând 55% din toate forțele civile ale naționaliștilor.
FE de las JONS a fost un susținător inițial și esențial al loviturii de stat militare împotriva republicii, celălalt fiind carliștii⁠(d). După moartea lui José Antonio Primo de Rivera, Manuel Hedilla⁠(d) a căutat să preia controlul Falangei, dar a fost uzurpat de Franco, care a căutat să preia controlul asupra acesteia ca parte a strategiei sale de a stăpâni întreaga facțiune naționalistă. În 1937, Franco a anunțat un decret de unificare a mișcărilor politice rebele, în special a Falangei și a carliștilor, într-o singură mișcare, nominal tot Falanga, sub conducerea sa, având acum numele Falanga Spaniolă Tradiționalistă și a Consiliilor pentru Ofensiva Național-Sindicalistă (sau FET y de las JONS). Atât falangiștii, cât și carliștii au fost inițial înfuriați de această decizie, primii considerând că rolul lor ideologic a fost furat de Biserica Catolică și că revoluția lor este amânată la infinit.

După unificarea și preluarea conducerii organizației de către Franco, acesta a distanțat partidul de fascism și a declarat: 
Falanga nu se consideră fascistă; fondatorul ei a spus asta personal.
După acest anunț, practica rebelilor de a se referi la Falangă drept fasciști a dispărut până în 1937, deși Franco nu a negat că în cadrul mișcării nu ar fi fasciști. Dictatorul a declarat că scopul Falangei era să încorporeze „marea masă neutră a celor neafiliați” și a promis că nicio rigiditate ideologică nu va fi lăsată să interfereze cu acest scop final.
Sub conducerea lui Franco, Falanga a abandonat tendințele anticlericale anterioare, specifice lui José Antonio Primo de Rivera și a promovat în schimb un național-catolicism neotradiționalist, continuând însă să critice pacifismul catolic. Falanga franchistă a abandonat, de asemenea, ostilitatea față de capitalism, Raimundo Fernández-Cuesta⁠(d) declarând că sindicalismul național al mișcării este pe deplin compatibil cu capitalismul.

#### CEDA

Emblema '

Confederația Spaniolă a Grupărilor Autonome de Dreapta, (Confederación Española de Derechas Autónomas, sau CEDA), a fost o organizație politică catolică de dreapta dedicată antimarxismului. CEDA a fost condusă de José María Gil-Robles y Quiñones⁠(d) și a susținut că apără Spania și „civilizația creștină” de marxism, considerând că atmosfera politică din Spania a polarizat societatea, împărțind-o în tabere de marxiști versus antimarxiști.
 

Odată cu ascensiunea la putere a Partidului Nazist din Germania, CEDA a început să folosească trucuri propagandistice similare acestora, inclusiv accentul pe o autoritate supremă, pe patrie și pe ierarhie rigidă. Gil-Robles a participat la mitingul Partidului Nazist de la Nürnberg și a fost influențat de acesta, fiind convins să creeze un singur front contrarevoluționar și antimarxist în Spania. Acesta și-a declarat intenția de a „a oferi Spaniei o adevărată unitate, un spirit nou, o entitate politică totalitară” și a continuat spunând: 
Democrația nu este un scop, ci un mijloc pentru cucerirea noului stat. Când timpul nostru va veni, parlamentul fie se va supune, fie va fi eliminat.
CEDA a organizat mitinguri în stil fascist, iar membrii săi îl numeau pe Gil-Robles Jefe (șef), echivalentul italienescului Duce, susținând și că CEDA ar putea organiza un Marș spre Madrid, asemănător celui al lui Mussolini, pentru a prelua puterea prin forță. Organizația nu a reușit să obțină vreun câștig electoral substanțial din 1931 până în 1936, ceea ce a dus la diminuarea sprijinului primit din partea simpatizanților de dreapta din Spania și îndreptarea acestuia către liderul monarhist și alfonsist⁠(d) José Calvo Sotelo⁠(d). Ulterior, CEDA și-a abandonat moderația și legalismul și a început să-i finanțeze pe cei implicați în violențe împotriva Republicii, inclusiv prin oferirea fondurilor sale electorale liderului inițial al puciului antirepublican, generalul Emilio Mola⁠(d).
Ulterior, susținătorii mișcării de tineret a CEDA, Junimile de Acțiune Populară (Juventudes de Acción Popular, sau JAP) au început să dezerteze în masă pentru a se alătura Falangei, iar JAP a încetat să mai existe ca organizație politică în 1937.

###### Carliști

Steagul ' (sau,)

Carliștii erau monarhiști și catolici ultratradiționaliști și extremiști care au vrut să-l instaleze pe pretendentul Francisc Xavier de Burbon ca rege al Spaniei. Carliștii erau antirepublicani, antidemocratici și atât de ferm antisocialiști, încât s-au opus atât lui Hitler, cât și lui Mussolini din cauza valențelor socialiste ale ideologiei lor. Aceștia erau conduși de Manuel Fal Condé⁠(d) și erau susținuți în principal în Navarra, iar, împreună cu Falanga, au fost susținători inițiali ai loviturii de stat militare împotriva Republicii.
Carliștii au avut o lungă istorie de opoziție violentă față de liberalismul spaniol, pornind din 1833, când au declanșat un război civil de șase ani împotriva regenței reformiste⁠(d) a Mariei Cristina a celor Două Sicilii. Erau puternic împotriva oricărei coalițiii cu alte mișcări, considerând că niciun necarlist nu poate avea intenții sincere.
În timpul războiului, miliția carlistă, sau rechetiștii (Requetés) a atins un vârf de 42.000 de recruți, dar până la sfârșitul ostilităților, în aprilie 1939, efectivele le-au a fost reduse la 23.000. Carliștii au contribuit cu ce au fost considerate ca fiind cele mai eficiente trupe de șoc ale naționaliștilor, din timpul Războiului Civil Spaniol.

##### Alfonsiști
Alfonsiștii⁠(d) sprijineau restaurarea lui Alfonso al XIII-lea al Spaniei ca monarh, după întemeierea celei de-A Doua Republici Spaniole în 1931. Aceștia au concurat cu monarhiștii rivali, carliștii⁠(d), pentru tronul Spaniei. 

Steagul Renovării Spaniole

După răsturnarea monarhiei lui Alfonso al XIII-lea, susținătorii acestuia au format Renovarea Spaniolă (Renovación Española, sau RE), un partid politic monarhist, care deținea o influență economică considerabilă și avea mulți susținători în Armata Spaniolă. RE nu a reușit să devină o mișcare politică de masă.
În 1934, alfonsiștii, conduși de Antonio Goicoechea⁠(d), împreună cu carliștii, s-au întâlnit cu dictatorul italian Benito Mussolini pentru a obține sprijin în cazul unei eventuale revolte antirepublicane, acesta promițând că le va oferi bani și arme. Din 1934 până în 1936, carismaticul lider alfonsist José Calvo Sotelo⁠(d) a vorbit despre necesitatea „cuceririi statului” ca singurul mijloc de a asigura înființarea unui stat ideal, autoritar și corporatist. Sotelo a ținut discursuri pasionale în sprijinul unei contrarevoluțiii violente și a subliniat necesitatea unei insurecții militare împotriva Republicii pentru a contracara amenințările comunismului și separatismului, curente politice blamate pe aceasta. Liderul a fost răpit și asasinat de oponenții săi politici, care îl căutau inițial pe Gil-Robles⁠(d) de la CEDA, pe 13 iulie 1936, ceea ce a stârnit furie din partea dreptei spaniole și a ajutat la legitimizarea puciului militar ce a urmat la puțin timp după.
Când a izbucnit războiul, Ioan de Burbon, fiul lui Alfonso al XIII-lea și moștenitor al tronului Spaniei, a cerut permisiunea lui Franco de a lua parte la efortul de război naționalist, înregimentându-se ca membru al echipajului crucișătorului Baleares. A promis că se va abține de la vreo activitate politică, dar Franco a refuzat, crezând că va deveni un reprezentant al alfonsiștilor care dețineau deja o prezență puternică în armată.

### Armata

Steagul Protectoratului Marocan Spaniol

Armata Africii a fost o armată terestră cu baza în Marocul Spaniol, o colonie rămasă ca moștenire a Războiului din Rif, care se afla sub comanda generalului Francisco Franco. Era formată din Legiunea Străină Spaniolă și regulari⁠(d) (Regulares). Cei din urmă erau unități de infanterie și cavalerie recrutate din populația coloniei și care aveau ofițeri spanioli pe post de comandanți.
Regularii au funcționat ca trupe de șoc ale forțelor naționaliste, în schimbul unei remunerații substanțiale. Peste 13.000 de militari marocani au fost transportați de 20 de avioane Junkers Ju 52⁠(d), furnizate de Hitler, între iulie și octombrie 1936. Au ajuns să fie cunoscuți de o proverbială cruzime, având un comportament deseori haotic și nesăbuit. Acțiunile lor s-au dovedit mai târziu neîntâmplătoare, întrucât au făcut parte dintr-un plan calculat al liderilor militari franchiști care își propunea să insufle teamă și teroare în liniile de apărare republicane.
Armata Africii ar fi cea mai decorată unitate naționalistă dintre cele victorioase în mai 1939; s-a estimat că unul din cinci dintre membrii săi a fost ucis în timpul războiului, având astfel o rată a pierderilor de două ori mai mare decât cea a forțelor rebele peninsulare. 
Câțiva ani după război, Franco a dispus ca o grupă de trupe marocane să îi fie escortă la ceremoniile publice, celebrându-le astfel importanța în victoria naționalistă.

#### Garda Civilă
Aproximativ 47% din Garda Civilă (Guardia Civil) republicană a dezertat la rebeli în timpul declanșării războiului civil. Totuși, cea mai mare autoritate a acesteia, inspectorul general Sebastián Pozas, a rămas loial guvernului republican.
Unitățile rebele ale Gărzii Civile au fost plasate sub comanda directă a armatei naționaliste până după încheierea războiului.

#### Alte forțe militare
- Aviația Națională
- Marina Spaniolă (facțiuni rebele)

## Sprijin străin

### Italia

Steagul Italiei Fasciste

Italia, sub conducerea fascistă a lui Benito Mussolini, a sprijinit răsturnarea Republicii și instituirea unui regim care să servească drept vasal al Italiei. Italienii nu aveau încredere în Republica Spaniolă din cauza înclinațiilor sale pro-franceze, motiv pentru care, înainte de război, luaseră deja contact cu grupuri de dreapta spaniole.
Italia și-a justificat intervenția ca o acțiune menită să prevină ascensiunea bolșevismului în Spania, aceștia considerându-l un risc real numai odată cu venirea voluntarilor din Uniunea Sovietică, care luptau pentru republicani. Mussolini a oferit sprijin financiar, precum și instruire militară, atât falangiștilor, cât și carliștilor și alfonsiștilor. Dictatorul l-a întâlnit pe liderul Falangei, José Antonio Primo de Rivera în 1933, dar nu a prezentat prea mult interes în susținerea instaurării fascismului în Spania la acea vreme.
Până în ianuarie 1937, o forță expediționară de 35.000 de italieni, numit Corpul de Trupe Voluntare (Corpo Truppe Volontarie, sau CTV), se afla în Spania, sub comanda generalului Mario Roatta⁠(d). Contingentul a fost format din patru divizii: Littorio (Lictor), Dio lo Vuole (Dumnezeu o Dorește), Fiamme Nere (Flăcări Negre) și Penne Nere (Pene Negre); prima dintre acestea era formată din soldați obișnuiți, iar celelalte trei din voluntari ai Cămășilor Negre.
Italia a furnizat forțelor naționaliste și avioane de vânătoare și bombardiere, care au jucat un rol semnificativ în război.
În martie 1937, Italia a intervenit direct în politica naționaliștilor, trimițându-l pe Roberto Farinacci⁠(d) pentru a-l îndemna pe Franco să unească diferitele mișcări politice ale facțiunii naționaliste într-un singur „Partid Național Spaniol” fascist. Presiunile italienilor s-au concretizat prin formarea FET y de las JONS.

### Germania

Steagul Germaniei Naziste

Germania Nazistă a oferit rebelilor materiale de război, specialiști militari și un contingent puternic de avioane: forțele expediționare ale Legiunii Condor. Aceștia au asigurat transportul aerian de soldați și materiale din Africa Spaniolă în Spania Peninsulară și au concertat operațiuni ofensive împotriva forțelor republicane. Naționaliștii au primit de la germani tancuri și avioane, inclusiv modele dintre cele mai moderne, precum Panzer I, Messerschmitt Bf 109 și Heinkel He 111⁠(d).
Războiul Civil Spaniol ar fi oferit un test ideal pentru eficiența noilor armamente produse în timpul reînarmării germane. Multe tehnici de bombardament aerian au fost încercate de Legiunea Condor împotriva guvernului republican, pe pământ spaniol, cu permisiunea lui Franco. Hitler a insistat, totuși, că planurile sale pe termen lung erau pașnice, o strategie etichetată drept Blumenkrieg (Război al Florilor).
Germania avea interese economice importante în Spania, deoarece importa cantități mari de minereu din Marocul Spaniol. Regimul nazist l-a trimis pe generalul în retragere Wilhelm Faupel ca ambasador la Franco, pe care l-a susținut în speranța că Falanga va crea un regim asemănător nazismului în Spania. Datoriile naționaliștilor la germani au crescut rapid după achiziționarea de material de război, prin urmare necesitând o asistență financiară destul de semnificativă din partea naziștilor. Republicanii aveau o situație financiară superioară, întrucât aveau acces la rezerva de aur a Spaniei.

### Portugalia

Steagul Republicii Portugheze

La izbucnirea războiului civil, prim-ministrul portughez António de Oliveira Salazar a sprijinit aproape imediat forțele naționale. Regimul autoritar Estado Novo al lui Salazar avusese mai mereu relații tensionate cu Republica Spaniolă, care proteja dizidenți portughezi.
Portugalia a jucat un rol esențial în furnizarea de muniție și resurse logistice către forțele franchiste. Implicarea sa militară directă a fost discretă, fiind restrânsă la o susținere semi-oficială a unei forțe de voluntari formate din 8.000-12.000 de oameni, așa-numiți viriați⁠(d) (Viriatos). pe toată durata conflictului. 
În 1938, cu o victorie a lui Franco din ce în ce mai sigură, Portugalia a recunoscut regimul acestuia și, după victoria naționalistă, a semnat un tratat de prietenie și un pact de neagresiune cunoscut sub numele de Pactul Iberic. Guvernul de la Lisabona a jucat un rol diplomatic important în sprijinirea regimului franchist, inclusiv prin susținerea, în fața Regatului Unit, a ideii că Franco a căutat să reproducă Estado Novo al lui Salazar și nu Italia Fascistă a lui Mussolini.

### Vatican

SteagulVaticanului

Mulți catolici influenți din Spania, alcătuiți în mare parte din tradiționaliști, conservatori și monarhiști, au acuzat o persecuție religioasă cauzată direct, și bazată probabil pe fapte reale, de guvernul Republicii. Indignarea care a urmat a fost folosită, după lovitura de stat din 1936, de către facțiunea naționalistă și s-a extins foarte ușor în afara Spaniei, iar astfel, Biserica Catolică a luat partea guvernului rebel și a considerat spaniolii religioși și persecutați în zonele republicane drept „martiri ai credinței”. 
Catolici devotați care au susținut Republica Spaniolă au inclus ofițeri de rang înalt ai Armatei Populare, cum ar fi generalul Vicente Rojo Lluch⁠(d), precum și naționaliști basci catolici, care s-au opus facțiunii rebele.
Inițial, Vaticanul s-a abținut din a-și declara prea deschis sprijinul față de rebeli în război, deși a permis de mult timp personalităților ecleziastice din Spania să facă acest lucru și să definească conflictul drept cruciadă. Totuși, pe tot parcursul războiului, propaganda franchistă și catolicii spanioli au etichetat republicanii seculari drept „dușmani ai lui Dumnezeu și ai Bisericii” și i-au denunțat, considerându-i responsabili pentru activități anticlericale. Printre acestea s-ar fi numărat închiderea școlilor catolice și profanarea lăcașelor de cult, precum și uciderea preoților și a călugărițelor de către mulțimi scăpate de sub control.
Părăsită de puterile occidentale, partea republicană depindea în principal de asistența militară sovietică; acest lucru s-a potrivit perfect în mâinile propagandei franchiste, care portretiza Republica Spaniolă ca un stat „marxist și fără Dumnezeu”. 
Prin intermediul rețelei sale diplomatice extinse, Sfântul Scaun și-a folosit influența pentru a face lobby facțiunii rebele. În timpul unei expoziții internaționale de artă la Paris, în 1937, la care a fost prezent atât guvernul naționalist, cât și cel republican, Vaticanul a permis pavilionului franchist să-și organizeze expoziția sub steagul papal, deoarece drapelul rebel nu era încă recunoscut la nivel internațional.
A fost unul dintre primele state care a recunoscut oficial statul spaniol al lui Franco, făcând acest lucru până în 1938.
În ceea ce privește poziția Sfântului Scaun în timpul și după Războiul Civil, Manuel Montero, lector al Universității din Țara Bascilor, a comentat în 2007:
„Biserica, care a susținut ideea unei <<cruciade naționale>> pentru a legitima rebeliunea militară, a avut un rol de beligerant în timpul Războiului Civil, chiar și cu prețul alienării unei părți a membrilor săi. Ea continuă să aibă un rol activ prin răspunsul său neobișnuit la Legea Memoriei Istorice și prin recurgerea la beatificarea a 498 de <<martiri>> ai Războiului Civil. Preoții executați de armata lui Franco nu sunt numărați printre aceștia. 

Biserica continuă să fie incapabilă să-și depășească comportamentul unilateral de acum 70 de ani și să accepte faptul că acest trecut ne va bântui mereu. În această utilizare politică a acordării recunoașterii religioase se poate percepe indignarea sa cu privire la compensațiile acordate victimelor franchismului, iar criteriile sale selective privind persoanele religioase care au făcut parte din rândurile clericale sunt greu de înțeles.

Preoții care au fost victime ale republicanilor sunt <<martiri care au murit iertând>>, dar preoții care au fost executați de franchiști sunt uitați complet.”

### Alți susținători
Între 1000 și 2000 de voluntari englezi, irlandezi, francezi, filipinezi, ruși albi, polonezi, români, maghiari și belgieni au venit în Spania pentru a lupta de partea națională. Doar două britanice, Priscilla Scott-Ellis⁠(d) și Gabriel Herbert s-au oferit să facă voluntariat ca asistente medicale.